# Trachelas hassleri
Trachelas hassleri là một loài nhện trong họ Trachelidae.
Loài này thuộc chi Trachelas. Trachelas hassleri được Willis J. Gertsch miêu tả năm 1942.